# Sam Gross
Pour les articles homonymes, voir Gross.
Sam Gross, né le 7 août 1933 à New York et mort le 6 mai 2023, est un auteur de bande dessinée et dessinateur humoristique américain. 
Actif depuis 1953 et un dessin publié dans Saturday Review, il a travaillé pour de nombreuses revues prestigieuses : Cosmopolitan, Esquire, Good Housekeeping, National Lampoon, Harvard Business Review ou encore The New Yorker (depuis 1959). Il a animé le comic strip Cigarman (en) en 1997-1998.

## Récompenses
- 1980 : Inkpot Award

### Documentation
- (en) Sam Gross (int. Richard Gehr), « Sam Gross: Sex, Race, and Frogs », The Comics Journal, 6 mars 2011.